# Rebecca Julian
Rebecca Julian (nascida em 2 de dezembro de 1986) é uma jogadora paralímpica de tênis de mesa da Austrália. Foi escolhida para representar a Austrália nos Jogos Paralímpicos de Verão de 2012 nas competições femininas de simples e por equipes do tênis de mesa.

## Biografia
Julian nasceu no dia 2 de dezembro de 1986 e é natural de Ringwood East, Vitória. Tem paralisia cerebral e hemianopsia.
Julian estudou na Universidade Deakin, onde se formou em Educação infantil; desde 2012, continua seus estudos de educação na mesma universidade.

## Tênis de mesa
Julian é uma jogadora de tênis de mesa de categoria 6. Foi classificada como número dois do mundo e possui bolsa de estudo pelo Instituto Vitoriano de Esporte (Victorian Institute of Sport).
Começou a praticar o esporte aos doze anos, por sugestão de seu professor de educação física escolar. Seu primeiro clube foi a Associação de Tênis de Mesa de Croydon e Distrito. Em sua primeira competição de atletas com deficiências físicas, aos dezesseis anos, estreou pela equipe nacional, e terminou em terceiro na sua categoria no Campeonato Asiático-Oceania, realizado na Malásia, em 2005. No Campeonato Mundial, realizado na Suíça, em 2006, tornou-se a primeira australiana a competir no Campeonato Mundial de Para-tênis de Mesa; no Aberto dos Estados Unidos de 2007, em Chicago, terminou em primeiro lugar.

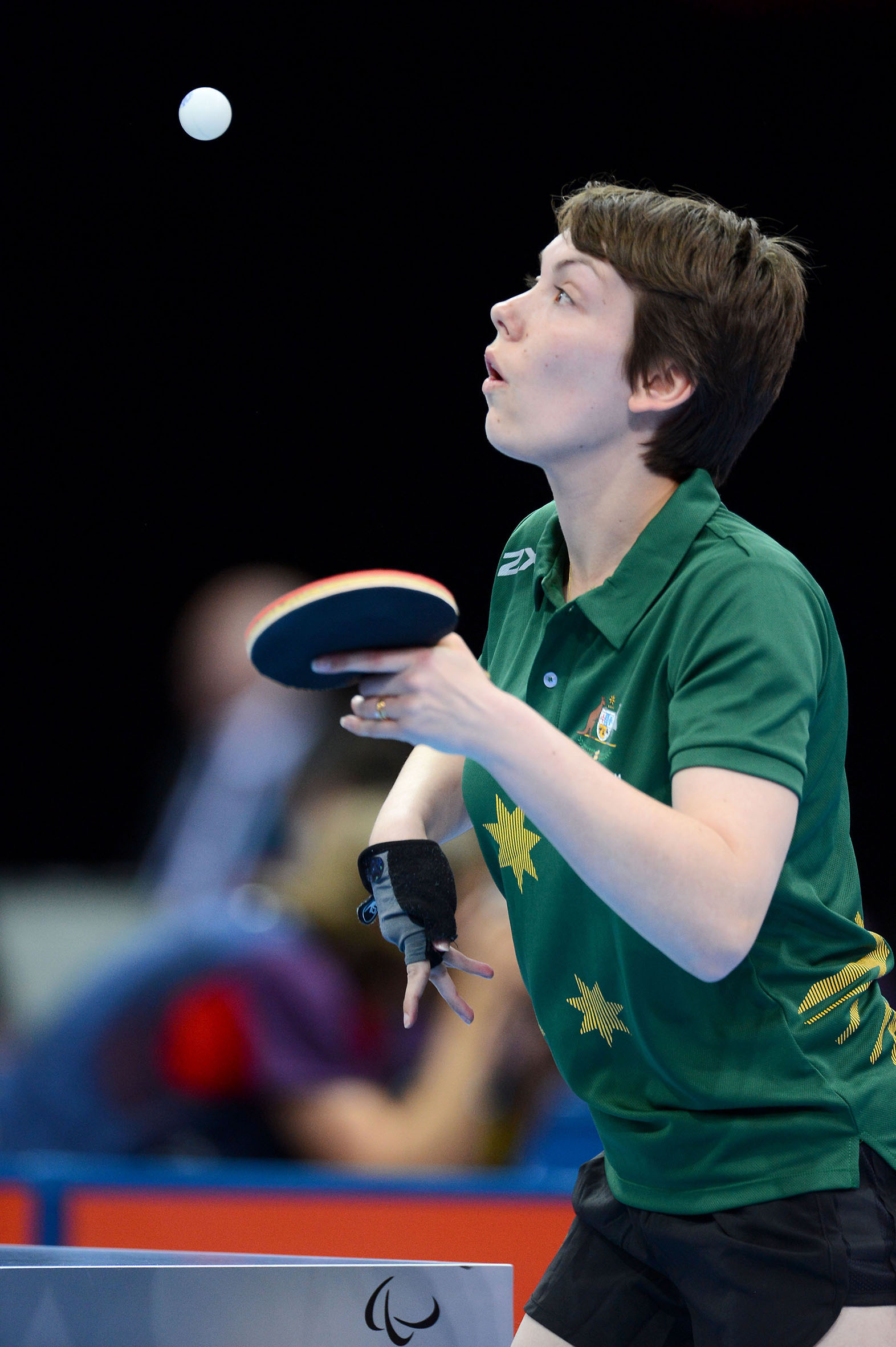
Julian nos Jogos Paralímpicos de Verão de 2012

Julian competiu nos Jogos Paralímpicos de Verão de 2008, onde perdeu na rodada de abertura para a número um jogadora classificada em cinto sets. Mais tarde, foi nomeada como a Melhor Jogadora de Tênis de Mesa da Austrália 2007/2008. Também competiu no Campeonato Mundial de 2010, realizado na Coreia do Sul.
Julian competiu nos Jogos Arafura de 2011, disputando em duplas, com a parceira Sarah Lazzaro. Juntas, venceram o Japão. Foi escolhida para liderar a delegação australiana fora do recinto durante as cerimônias de abertura dos Jogos. Foi escolhida para representar a Austrália nos Jogos Paralímpicos de Verão de 2012 nas competições femininas de simples e por equipes.